# Piazza Liber Paradisus

Palazzo Bonaccorso in piazza Liber Paradisus

Piazza Liber Paradisus è una piazza della Bolognina, a Bologna, interamente pedonale e posta su due distinti livelli: stradale ed interrato. Sulla piazza sorge la più ampia sede dell'amministrazione comunale cittadina. Gli uffici si trovano nel complesso di Palazzo Bonaccorso, edificio con pareti di vetro a specchio che domina la piazza. È intitolato in onore del podestà Bonaccorso da Soresina che, nel 1256, emanò il testo di legge contenuto nel Liber Paradisus, cui invece è intitolata la piazza stessa.
Nella piazza è inoltre presente una fontana, su uno dei lati delle rampe di passaggio da un livello all'altro e ne sfrutta il dislivello per mantenere l'acqua in movimento nella parte esposta al pubblico.